# Sara McMann
Sara McMann (n. 24 septembrie 1980, Takoma Park⁠(d), Maryland, SUA) este o sportivă ce a reprezentat Statele Unite ale Americii, medaliată olimpică. A participat la o ediție a Jocurilor Olimpice (2004) în care a câștigat o medalie de argint.

## Participări
Lista de mai jos prezintă principalele competiții la care a participat Sara McMann de-a lungul carierei.
- wrestling at the 2004 Summer Olympics – women's freestyle 63 kg[*]